# Estrilda atricapilla
L'astrilde testanera (Estrilda atricapilla Verreaux & Verreaux, 1851) è un uccello passeriforme della famiglia degli Estrildidi.

## Descrizione

### Dimensioni
Misura fino a 11 cm di lunghezza.

### Aspetto
Si tratta di uccelli dall'aspetto massiccio, muniti di un forte becco conico, di corte ali arrotondate e di coda allungata e di forma rettangolare.

La livrea è bianca su guance, gola, petto, ventre e sottocoda (con tendenza a sfumare nel grigio sul basso ventre), mentre nuca, dorso e ali sono di colore grigio topo, con presenza di zebrature più scure particolarmente evidenti proprio sulle ali: la coda è nera, così come nera è una calotta che ricopre fronte, vertice e nuca e alla quale l'astrilde testanera deve sia il proprio nome comune che quello scientifico. Fianchi, groppone e codione sono di colore rosso: gli occhi sono bruno-rossicci, le zampe sono di colore carnicino-nerastro, il becco è nero con una macchia rosso-violacea sulla punta della mascella ed un'altra dello stesso colore alla base della mandibola.

Nelle femmine generalmente la colorazione rossa è meno estesa rispetto ai maschi, in particolare sui fianchi: i due sessi tuttavia sono generalmente piuttosto difficili da distinguere.

## Biologia
Si tratta di uccelli diurni, che tendono a riunirsi in gruppetti che contano al massimo una ventina d'individui, a volte in associazione con altre specie affini (come l'affine e molto simile astrilde nonnula, le nonnette o gli astri nani del genere Coccopygia): essi passano la maggior parte della giornata al suolo o fra l'erba, alla ricerca di cibo.

### Alimentazione
Questi uccelli hanno una dieta essenzialmente granivora, che comprende perlopiù piccoli semi di graminacee: non disdegnano tuttavia d'integrare la propria dieta anche con bacche, frutta, germogli e di tanto in tanto anche invertebrati, in particolare insetti volanti di piccole dimensioni.

### Riproduzione
La stagione riproduttiva tende a coincidere con la parte finale della stagione delle piogge, in maniera tale da assicurare alla prole una sufficiente quantità di cibo. Ambedue i partner collaborano alla costruzione del nido, che è una struttura globosa composta da erba e fibre vegetali intrecciati, spesso sovrastata da una seconda costruzione più grossolana nella quale tende a stazionare il maschio: il nido viene ubicato nel folto della vegetazione, fra i cespugli o gli alberi bassi, e al suo interno vengono deposte dalla femmina 4-5 uova di colore biancastro, che ambedue i sessi provvedono a covare per circa due settimane. Sono sempre entrambi i genitori a prendersi cura dei nidiacei, che sono in grado d'involarsi attorno alle tre settimane dalla schiusa, sebbene tendano a non allontanarsi del tutto dal nido prima del mese e mezzo di vita, tornandovi per riposare durante la notte e chiedendo sporadicamente l'imbeccata ai genitori.

## Distribuzione e habitat
Questa specie è diffusa dal Camerun meridionale all'Angola nord-occidentale, e ad est fino alla Rift Valley e alla regione dei Grandi Laghi: il suo habitat è rappresentato dalle aree di foresta con presenza di radure più o meno estese e dai margini delle aree boschive, fino a 3300 metri di quota.

## Tassonomia
Se ne riconoscono tre sottospecie:
- Estrilda atricapilla atricapilla, la sottospecie nominale, diffusa in Camerun ed in Congo nord-occidentale;
- Estrilda atricapilla avakubi Traylor, 1964, diffusa in Congo ed Angola;
- Estrilda atricapilla marungensis Prigogine, 1975, diffusa nella porzione sud-orientale dell'areale occupato dalla specie;

Le varie sottospecie differiscono fra loro principalmente nella colorazione più o meno chiara di petto e ventre.